# Acanthogorgia spinosa
Acanthogorgia spinosa är en korallart som beskrevs av Hiles 1899. Acanthogorgia spinosa ingår i släktet Acanthogorgia och familjen Acanthogorgiidae. Inga underarter finns listade i Catalogue of Life.